# يوثيفرو
يوثيفرو (باليونانية: Εὐθύφρων)‏، هو أحد أوائل حوارات أفلاطون، ويعتقد أنه يعود إلى ما بين عامي 399-395 قبل الميلاد، وبعد فترة وجيزة من وفاة سقراط عام 399 قبل الميلاد. وتدور أحداث النص في الأسابيع التي سبقت محاكمة سقراط، ويضم الحوار سقراط وخبيرا دينيا يدعى يوثيفرو (ويعني اسمه صحيح العقل أو الصادق)،  والذي ذكر أيضا في حوار كراتيلوس، ويحاول الحوار تعريف التقوى أو القداسة.